# Чарльз Вільєрс Стенфорд
Сер Чарльз Вільєрс Стенфорд (англ. Charles Villiers Stanford; 30 вересня 1852, Дублін — 29 березня 1924, Лондон
) — ірландський композитор. Тривалий час працював у Великій Британії.

## Життя і творчість
Стенфорд народився в заможній родині дублінського адвоката. Батьки його відрізнялися музичними здібностями — батько співав, мати була піаністкою-любителькою, тому талант хлопчика був вчасно помічений і розвинений. Вже в дитинстві Стенфорд навчався гри на фортепіано та органі в кращих викладачів Дубліна.
З 1862 року майбутній композитор вивчає музичні дисципліни в Лондоні, в Ернста Пауера і Артура О'Лірі. У 1870 році він вступає до Квінз-коледж Кембриджського університету, в 1874—1876 роках продовжує навчання в Гамбурзі і в Берліні. З 1883 року Стенфорд викладає композицію в лондонському Королівському музичному коледжі, з 1887 року і до смерті в 1924 році він — професор музики в Кембриджському університеті.
Як і Г'юберт Перрі та Едвард Елгар, Стенфорд вніс великий вклад в оновлення британської музики в кінці XIX сторіччя. Композитор виявив себе також як вимогливий викладач і ментор в університеті, наполегливо добивався від своїх учнів ідеального виконання законів композиції, що неодноразово призводило до конфліктних ситуацій — як з керівництвом університету, так і з деякими студентами.
За роки своєї композиторської творчости Стенфорд створив 7 опер, 7 симфоній, 6 Ірландських рапсодій, 8 Ірландських танців, 3 фортеп'янних і 2 скрипкові концерти, концерт для віолончелі, концерт для кларнета, ряд творів камерної музики, твори для фортеп'яно і для органу, одну ораторію, одну месу й інші твори релігійної музики, а також численні пісні. Займався також виданням ірландської народної музики. Музика Стенфорда близька до творів Йоганнеса Брамса та Антона Брукнера. У своїх творах композитор активно використовував мотиви ірландської народної пісенної класики.
Похований у Вестмінстерському абатстві в Лондоні.

## Твори

### Опери
- The Veiled Prophet (1881, Ганновер)
- «Савонарола» (Savonarola, 1884, Гамбург)
- The Canterbury Pilgrims (1884, Друрі-Лейн)
- Shamus O'Brien (1896, Опера-Комік)
- «Багато галасу даремно» (Much Ado About Nothing, 1901, Ковент-Гарден)
- The Critic (1916, Шефтсбері-театр Лондон)
- The Travelling Companion, опера в 4-х діях (1925, театр Девіда Льюїса Ліверпуль)

### Симфонії
- № 1 B-Dur (1876/1877)
- № 2 d-moll, «Елегійна»
- № 3 f-moll, тв. 28 «Ірландська» (1887)
- № 4 F-Dur, тв. 31 (1889)
- № 5 D-Dur, тв. 56 «L'Allegro ed il Penseroso» (1894)
- № 6 Es-Dur, тв. 78 «На пам'ять про заслуги великого майстра: Джорджа Фредеріка Ваттса» (1905)
- № 7 d-moll, тв. 124 (1912)

### Концерти
- Концерт для скрипки з оркестром D-Dur, тв. 74 (1899)
- Концерт для віолончелі з оркестром d-moll (1879—1880)
- Сюїта для скрипки з оркестром, тв. 32 (1888)
- Концерт для фортеп'яно з оркестром № 1 G-Dur, тв. 59 (1894)
- Концерт для фортеп'яно з оркестром № 2 c-moll, тв. 126 (1911—1915)
- Концерт для фортеп'яно з оркестром № 3 Es-Dur, тв. 171 (незакінчений, оркестровано Джеффрі Бушем) (1919)
- Концертні варіації на англійську тему («Down among the Dead Men») — для фортеп'яно з оркестром, тв. 71 (1898)
- Концерт для кларнета з оркестром a-moll, тв. 80 (1902/1903)
- Концертна п'єса для органа з оркестром, тв. 181 (1921)

### Рапсодії
- Ірландська рапсодія № 1 d-moll, тв. 78 «присвячується Гансу Ріхтеру»
- Ірландська рапсодія № 2 f-moll, тв. 84 «Траурна пісня сина Оссіана»
- Ірландська рапсодія № 3 для віолончелі з оркестром, тв. 137 (1913)
- Ірландська рапсодія № 4 a-moll, тв. 141 (1913)
- Ірландська рапсодія № 5 (1917)
- Ірландська рапсодія № 6 для скрипки з оркестром, тв. 191 (1922)

### Хорові та вокальні твори
- Magnificat and Nunc, тв. 10 № 1
- Jubilate and Te Deum, тв. 10 № 2
- Magnificat and Nunc dimittis A-Dur, тв. 12
- The Revenge: A Ballad of the Fleet, тв. 24 (1886) — für Chor und Orchester
- The Music to the Oedipus Rex of Sophocles, тв. 29
- Magnificat and Nunc dimittis F-Dur, тв. 36
- And I Saw Another Angel, тв. 37 № 1
- If Thou Shalt Confess, тв. 37 № 2
- Три латинських славня, тв. 38
  - Justorum Animae
  - Coelos ascendit hodie
  - Beati quorum via
- Requiem, тв. 63 (1897) для 2 сопрано, меццо-сопрано, тенора, баса-баритона, великого хору та оркестру
- Te Deum G-Dur, тв. 81
- Magnificat and Nunc Dimittis G-Dur, тв. 81
- Songs of the Sea, тв. 91 для баритона, хору і оркестру
- Stabat Mater, тв. 96
- Autumn Leaves, тв. 106 № 1
- Fair Phyllis, тв. 106 № 4
- 6 біблійних пісень і славнів, тв. 113
- Te Deum C-Dur, тв. 115
- Magnificat und Nunc dimittis C-Dur, тв. 115
- Songs of the Fleet, тв. 117 (1910) — для баритона, хору і оркестру
- Cushendall, тв. 118
- 8 Partsongs, тв. 119
- Widerspin, тв. 127 № 7
- Eternal Father, тв. 135 № 2
- Grandeur, тв. 140 № 1
- For lo, I raise up, тв. 145
- Magnificat und Nunc dimittis Es-Dur (1873)
- Pater Noster (1874)
- The Lord is my Shepherd (1886)
- The Blue Bird
- Шість біблійних пісень для голосу і фортеп'яно
- 12 пісень Гейне, Book 1 & 2, для голосу і фортеп'яно

### Камерна музика
- Фортеп'янний квартет № 1, тв. 15
- Фортеп'янний квінтет d-moll, тв. 25
- Соната для віолончелі № 2, тв. 39
- Струнний квартет № 3, тв. 64
- Струнний квінтет № 1, тв. 85
- Шість коротких прелюдій і постлюдія, тв. 105
- Соната для кларнета і фортеп'яно, тв. 129
- Шість характеристичних п'єс для фортеп'яно, тв. 132
- П'ять каприсів для фортеп'яно, тв. 136
- Night Thoughts, sechs kurze Stücke für Klavier, тв. 148
- Three Sketches, тв. 155 Book 1 & 2
- Ballata, тв. 160 № 1
- Ballabile, тв. 160 № 2
- Соната для віолончелі № 1
- Фантазія для духового квінтету a-moll
- Фортеп'янне тріо № 1
- Струнний квартет № 1
- Струнний квартет № 2
- Шість ірландських танців для скрипки і фортеп'яно
- Six Sketches for Piano: Primary Grade
- Six Sketches for Piano: Elementary Grade

### Органні твори
- Шість прелюдій для органу, тв. 88
- Orgelsonate № 1 F-Dur, тв. 149
- Orgelsonate № 2 «Eroica», тв. 151
- Orgelsonate № 3 «Britannica», тв. 152
- Orgelsonate № 4 «Celtica», тв. 153
- Orgelsonate № 5 «Quasi una Fantasia», тв. 159
- Orgelsonate № 6
- Ідилії № 1-5